# Provinces de l'Empire ottoman
Les provinces de l'Empire ottoman étaient des divisions territoriales fondées sur l'administration militaire et civile ainsi que les fonctions exécutives. Leur nombre, leur hiérarchie et leurs limites varièrent de nombreuses fois au cours des six siècles de l'histoire de cet empire, disparu en 1923.

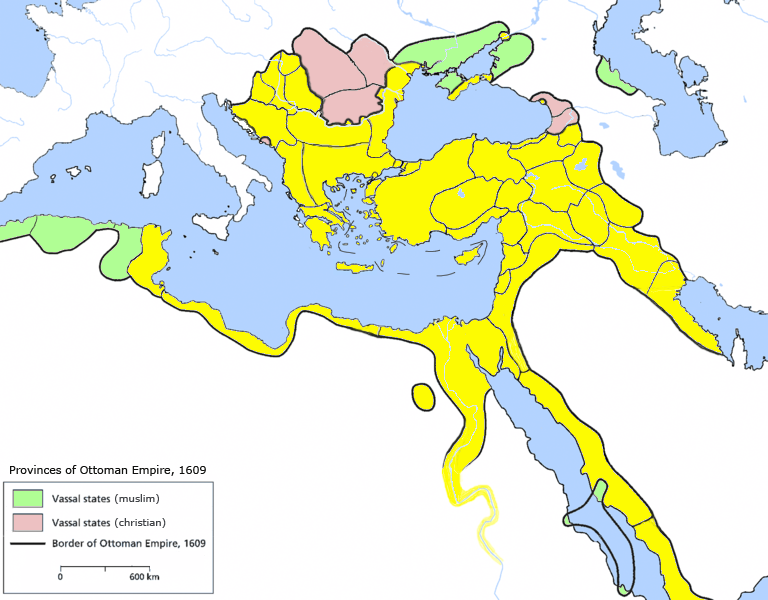
Carte montrant en jaune les provinces de l'Empire ottoman ; en vert les États tributaires musulmans (régence d'Alger, khanat de Crimée, charifat de La Mecque) et en rose les États tributaires chrétiens (d'Ouest en Est Raguse, Transylvanie, Moldavie, Valachie, Abkhazie et Gourie en 1609.

## Historique
L'organisation de l'Empire ottoman a évolué au cours de l'histoire: les premières provinces ont été créées à partir du XIVe siècle, leur nombre s'accroissant progressivement au fur et à mesure de l'extension de l'empire.
Leur étendue géographique, variable au cours du temps, est appelée eyalet, mais on parle plus souvent de paşalık lorsque leur gouverneur est un paşa, parfois de beylerbelık lorsque c'est un beylerbey ou encore de sharifat lorsqu'il est dirigé selon un sharif (édit du Sultan) lui confèrent des privilèges particuliers. Traditionnellement, un eyalet ou paşalık (province) est divisé en  sancaklar ou sandjaks (arrondissements), en bucaklar ou boudjaks (marches dévolues à des vassaux musulmans, par exemple les Tatars) ou en raya ou raïas (marches militaires gouvernées par le commandant d'une forteresse).
La structure administrative a été refondée au cours des vastes réformes (Tanzimat) de 1864, visant à la modernisation de l'Empire et à faire de l'administration des provinces un relais de l'État plutôt que le cadre des féodalités locales. Les anciennes provinces ont alors été remplacées par des vilayets, préfigurant l'actuelle organisation de la république turque en sept bölge (grandes régions, remplaçant les vilayets) et 81 il (provinces ou départements, remplaçant les sandjaks).

## Hétérogénéité du système

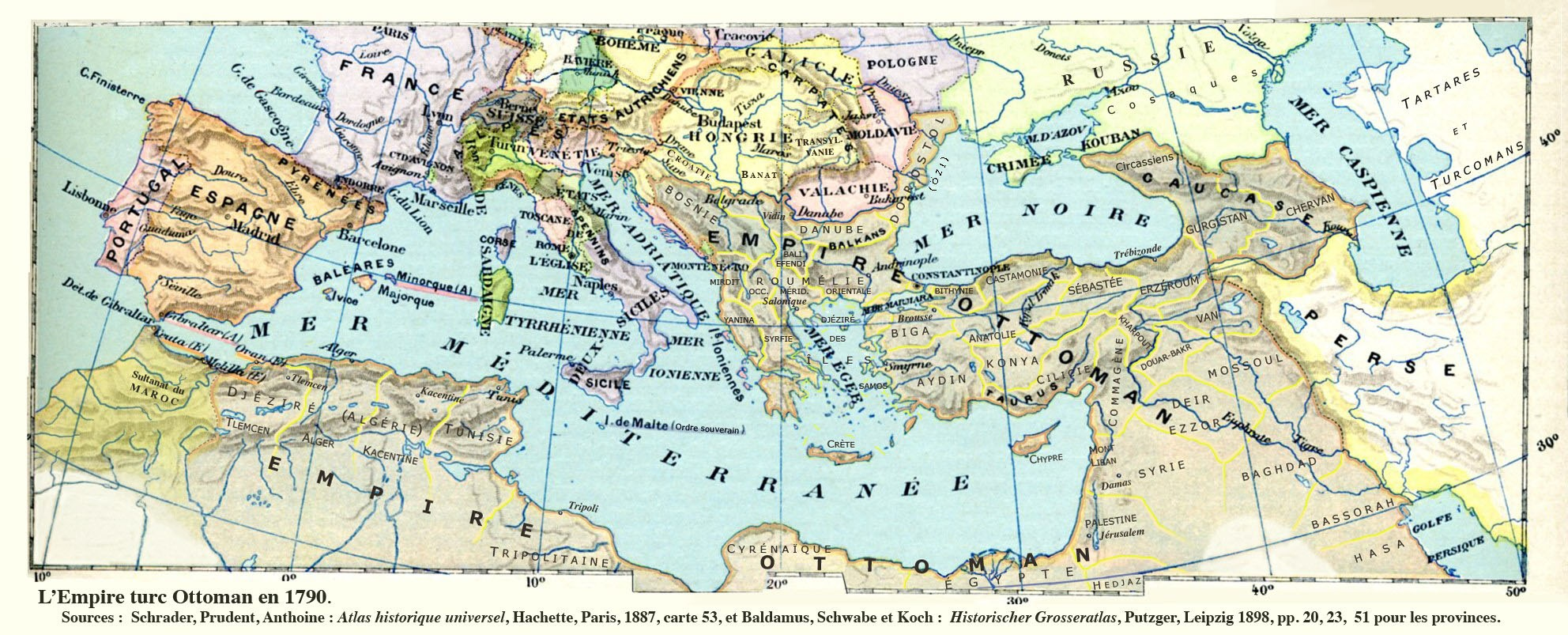
Structure administrative de l'Empire ottoman en 1789.

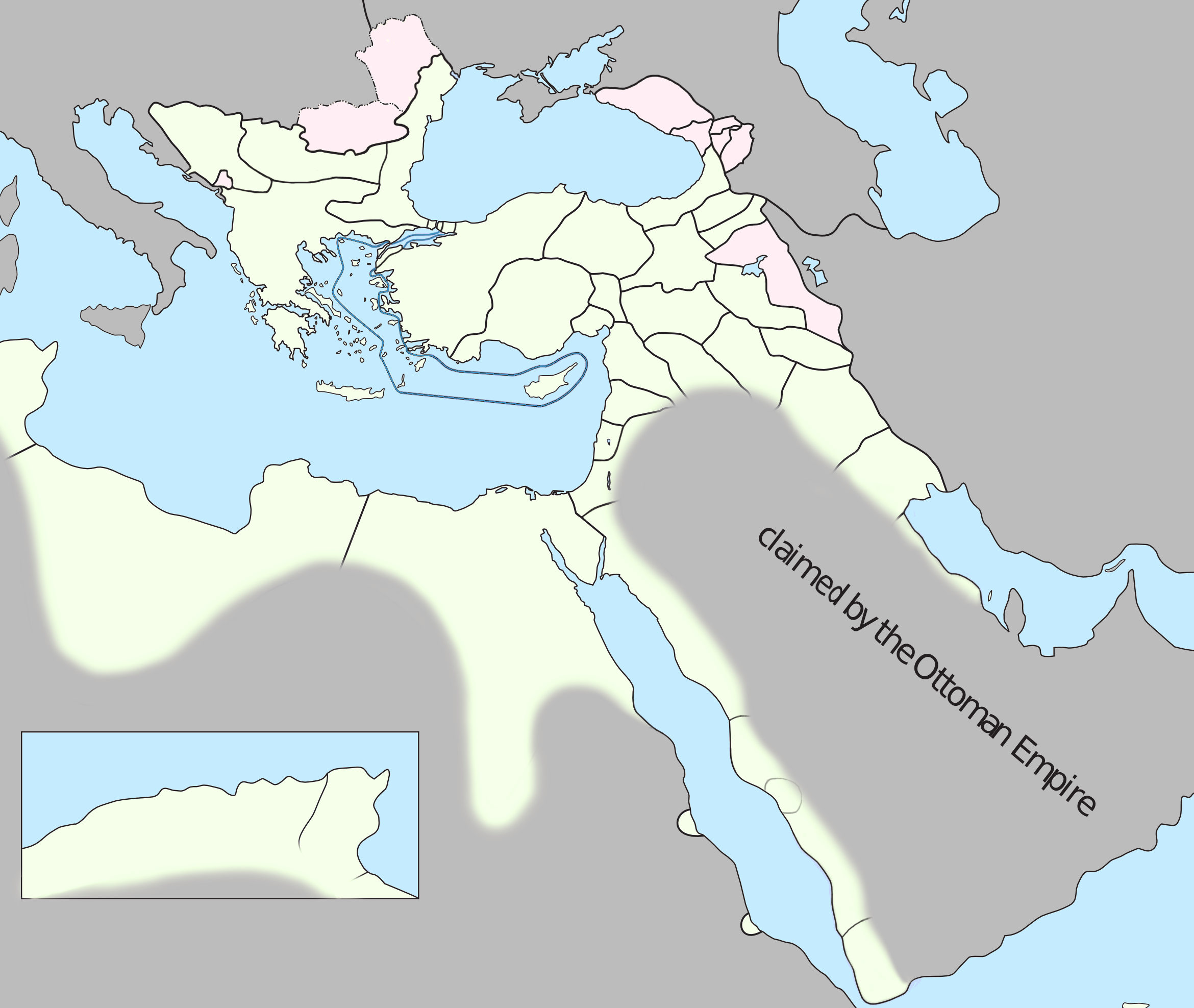
Eyalets (jaune) et États autonomes (rose) en 1795.

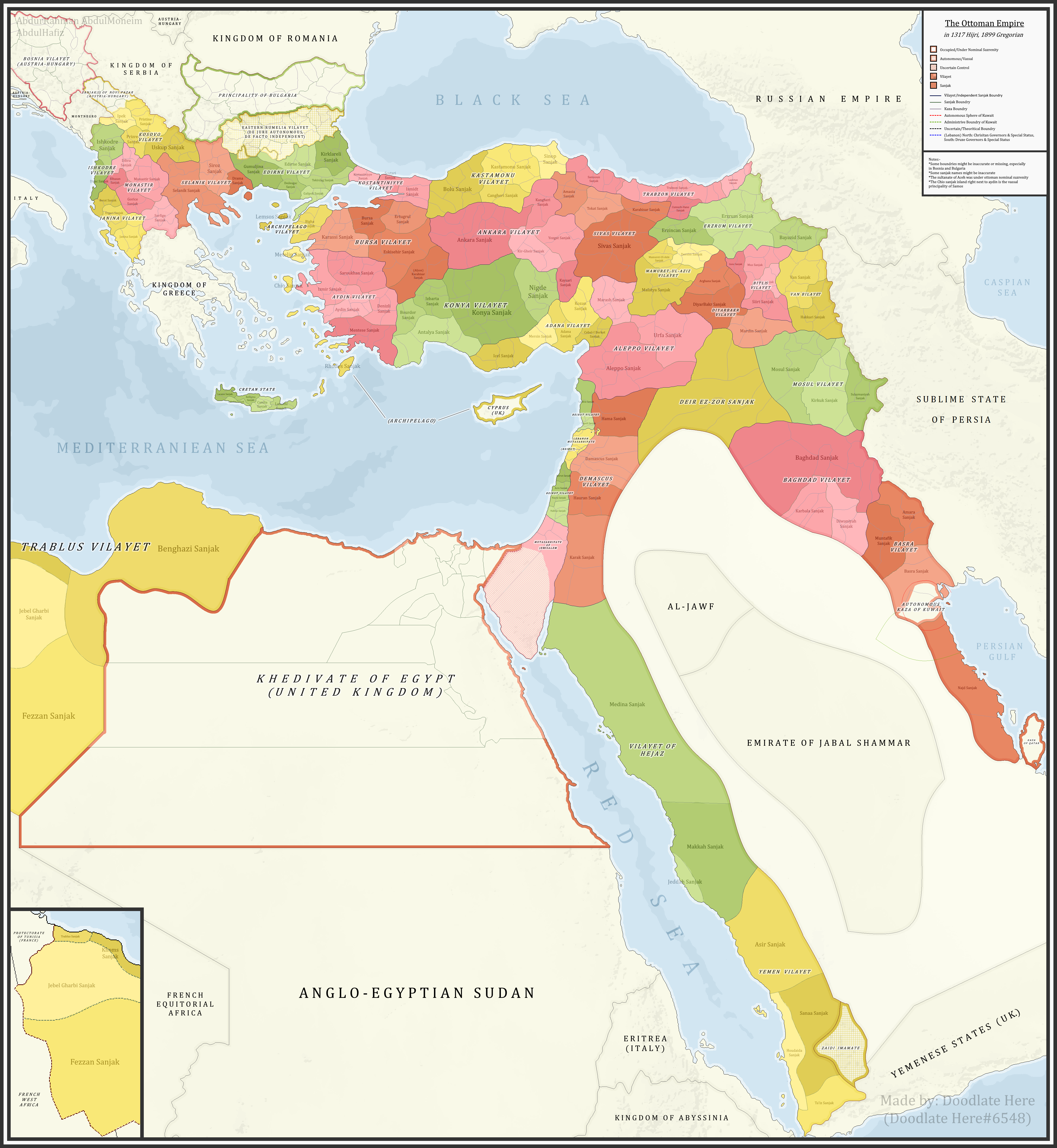
Détail de l'Empire ottoman et de ses dépendances, y compris ses divisions administratives (vilayets, sandjaks, kazas), en 1317 de l'hégire musulmane, soit 1899 du calendrier grégorien chrétien.

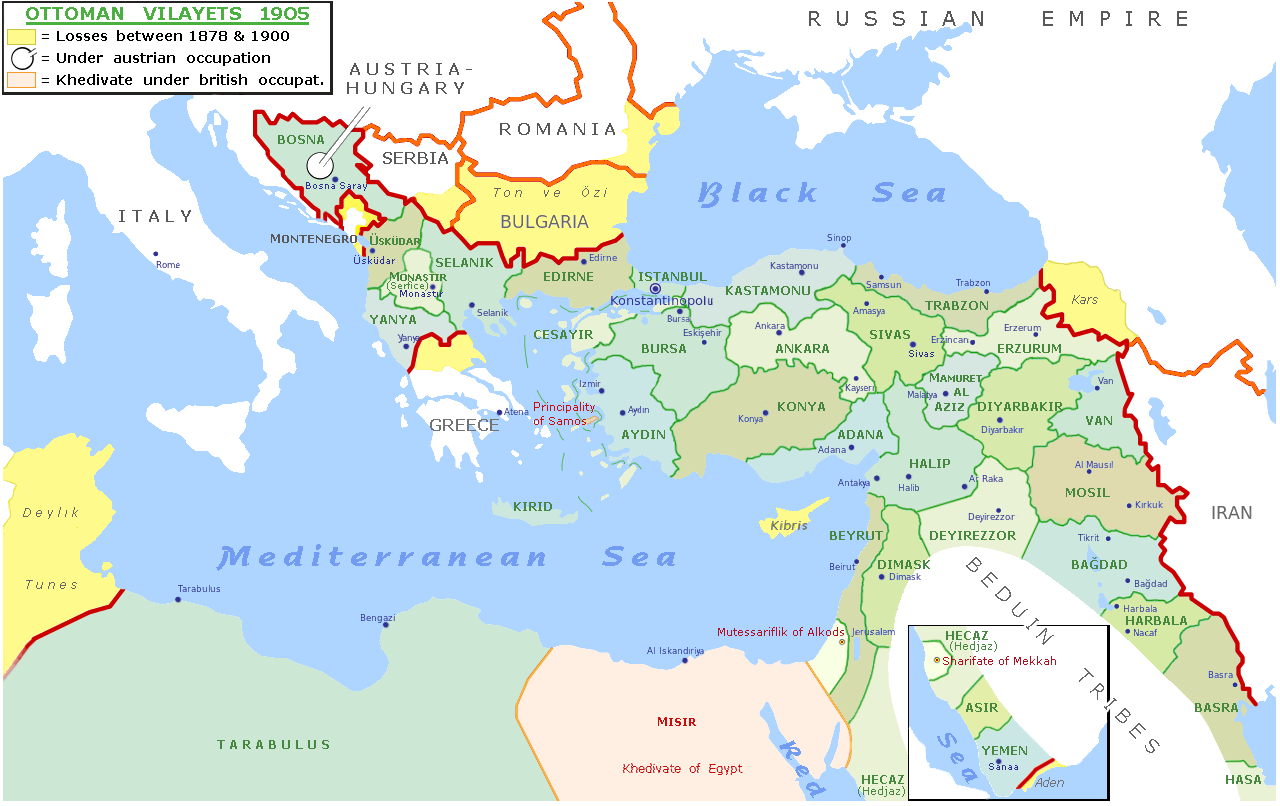
Structure administrative de l'Empire ottoman en 1905.

Contrairement à ce que montrent par erreur beaucoup de cartes historiques (y compris anciennes), les États vassaux, musulmans ou chrétiens, payaient un tribut au Sultan ottoman mais ne faisaient pas partie de l'Empire, n'étaient pas des provinces ottomanes et disposaient de leurs propres dynasties, conseils, lois, administrations, armées, flottes, drapeaux et diplomaties (attributs de la souveraineté). Ces États tributaires étaient soit musulmans comme la régence d'Alger (Tlemcen, Alger, Qacentine), le Khanat de Crimée, la Circassie, ou le Sharifat de La Mecque (dévolu au Sultan en tant que Calife et « Commandeur des croyants »), soit chrétiens comme la république de Raguse dans l'actuelle Croatie, les principautés transylvaine, moldave et valaque dans les actuelles Roumanie et Moldavie, la principauté d'Abkhazie et celles de Svanétie, de Samtskhe-Atabégate (en), d'Iméréthie, de Mingrélie et de Gourie dans l'actuelle Géorgie. Lorsqu'il était en guerre, les États tributaires musulmans fournissaient aussi au Sultan des troupes et des navires, mais pas les États chrétiens qui, pour leur part, fournissaient de matériaux et des denrées.
En Crimée, le Khanat tatar, qui s'étendait loin à l'intérieur de ce qui est aujourd'hui l'Ukraine et la Russie méridionale, ne possédait en revanche pas l'extrémité méridionale montagneuse de la péninsule, qui, elle, était bien province ottomane (ancienne principauté greco-arménienne conquise, dont les dynastes, passés à l'islam, ont conservé quelque temps leur statut héréditaire).
Les principautés chrétiennes tributaires de l’Empire ottoman, étaient, selon le droit musulman, situées dans le Dar el Ahd (« maison du pacte », en arabe : دار العهد), qui définit leur statut d’États chrétiens orthodoxes tributaires des Ottomans. Dans ces États, les sujets ottomans ne pouvaient pas construire des mosquées ni posséder de la terre mais étaient des « protégés du Sultan », des étrangers au statut symétrique à celui de certains chrétiens ou juifs de l'Empire ottoman vivant sous le « régime des Capitulations », qui étaient, pour leur part, des « protégés » des souverains chrétiens.

## Période post-Tanzimat
Au début de l'année 1865, l'Empire ottoman comptait une cinquantaine de provinces en Europe, Asie et Afrique, qui s'étendaient des Balkans à l'Afrique du Nord en passant par le Moyen-Orient et l'Égypte. Les noms également ont souvent varié : ceux en français figurent sur les cartes françaises de l'époque ; les noms ottomans sont donnés en italique entre parenthèses :

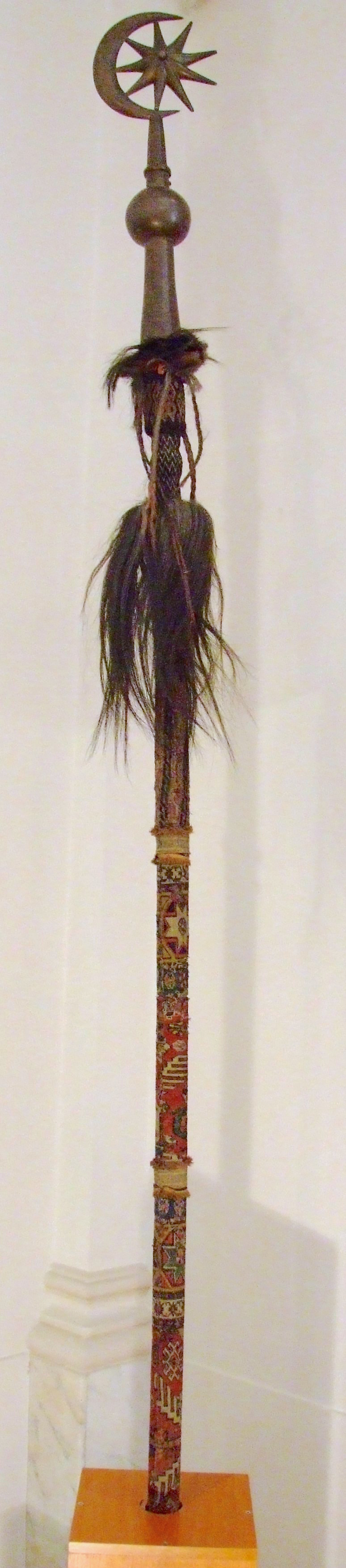
Enseigne à deux Tüy d'un pacha ottoman, 1877. Un tel symbole ne quittait jamais son titulaire, ni en paix en tant que gouverneur d'un territoire, ni en guerre en tant que commandant d'un corps d'armée.

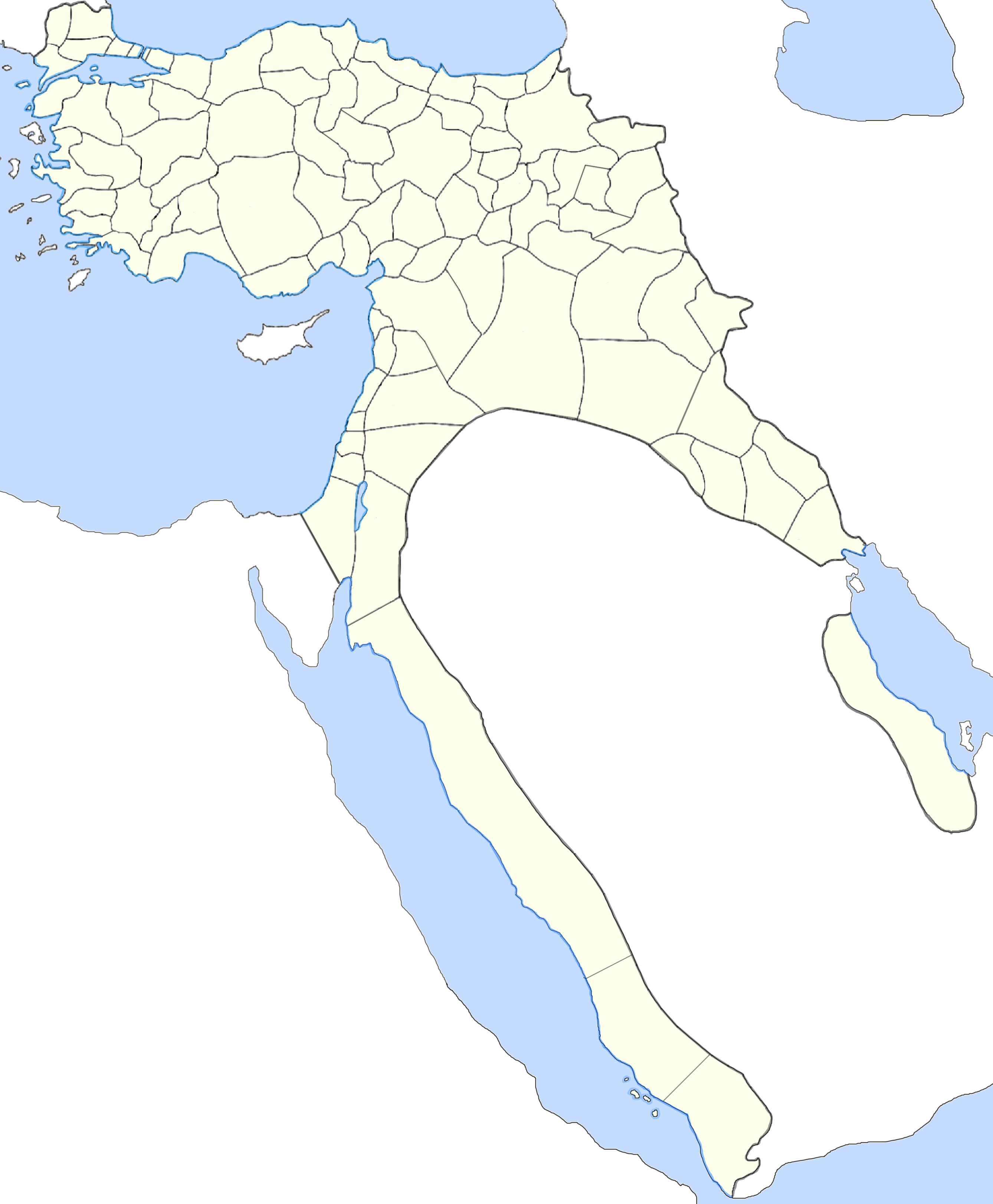
Les sandjaks de l'Empire ottoman en 1914.

### En Europe
- Albanie (Mirdit-eli, capitale İşkodra ou Scutari - il s'agit du Scutari d'Albanie, aujourd'hui Shkodër)
- Bosnie (Bosna-eli, capitale Bosnasaray, aujourd'hui Sarajevo)
- Bosphore (Bolu-kaleh, capitale Istanbul ou Constantinople)
- Crète (Giritada-eli, capitale Haniye, aujourd'hui La Canée)
- Danube (Ton-eli, capitale Vidin)
- Pachalik de Silistra (Özi Eyaleti, capitale Dorostol, incluant l'Edisan, le Boudjak, la Dobroudja et la Bulgarie orientale)
- Archipel (Cezayir-i bahr-i Sefid adaları Akdeniz : "marche des îles de la mer du sud", soit les détroits, les îles Égéennes et Chypre, capitale Midillü, en fait dirigée d'Izmir ou Smyrne)
- Épire (Yanya-eli, capitale Yanina)
- Herzégovine (Hersek-beyliği, capitale Mostar)
- Maritza (Meriç-eli, capitale Edirne ou Andrinople)
- Roumélie méridionale (Güney Rum-eli, capitale Selanik, aujourd'hui Thessalonique)
- Roumélie occidentale (Batı Rum-eli, capitale Monastir)
- Métochie (Metohiye-eli, capitale Prizren ou Prizrend)
- Péloponnèse ou Morée (Triboliçe-eli, capitale Triboliçe ou Tropolitsa, aujourd'hui Tripoli en Grèce)
- Roumélie orientale (Doğu Rum-eli, capitale Filibe), aujourd'hui Plovdiv, autonome de 1878 à 1886 (date de son rattachement à la Bulgarie)
- Samos (Sisam beyliği, capitale Bafısam ou Vathy), île devenue principauté chrétienne autonome en 1834
- Sofia (Balı-efendi-eli, capitale Sofya, aujourd'hui capitale de la Bulgarie)
- Syrfie (Serfiye sancağı, capitale Serfice ou Serfidzé).

### En Asie

#### EnAsie mineure
- Anatolie (Anadolu-eli, capitale Kütahya, ensuite Ankara ou Angora)
- Bithynie (Eyalet-i Hüdavendigâr ou Hodavendkiar, capitale Bursa ou Brousse, ensuite Kütahya)
- Paphlagonie (Kastamonu-eli, capitale Kastamonu ou Castamonie)
- Cilicie (Adana-eli, capitale Adana)
- Granique (Kale-i Sultaniye Antlaşması ou Biga sancağı), sandjak autonome et non vilayet
- Caramanie (Konya-eli ou Karaman-eli, capitale Konya)
- Lydie (Menderes-eli, capitale Aydın)
- Nicomédie (Ismid sancağı, capitale Izmit), sandjak autonome et non vilayet
- Sébastée (Sivas-eli, capitale Sivas ou Sébastée).

#### AuProche-Orient
- Arzanène (Bağeş-eli, capitale Bitlis)
- Adiabène (Diyarbakır-eli, capitale Diyarbakır également connue sous les noms de Diarbékir ou Douar-Bakr)
- Acilisène (Erzurum-eli ou Erzéroum, capitale Erzurum)
- Vasparacène (Van-eli, capitale Van)
- Kharpout (Mamuret-ül-Aziz-eli, capitale Elâzığ)
- Commagène (Halep-ve-Maraş-eli, capitale Halep ou Haleb)
- Djézireh de Syrie (Osrhoène ou Deyrizor-eli, capitale Deir ez-Zor ou Deyr-i Zor)
- Syrie (Suriye-eli, capitale Damas)

- Mossoul (Musul-eli, capitale Musul, à partir de 1879)
- Baghdad (Bağdat-eli, capitale Bagdad)
- Bassorah (Basra-eli, capitale Basra ou Bassorah)

- Hasa (Eyalet-i Lahsa, capitale Elığuf)
- Chypre (Kibris-ada), île avec statut d'autonomie (cédée à la Grande-Bretagne en 1878; capitale Lefkoşa ou Nicosie)

- Mont-Liban (Lubnan Dağlari mutasarrıflığı, Cebeli-Lubnan ou Djebel-i Lubnan, capitale Beirut ou Béryte), mutasarrifat et non vilayet
- Beyrouth (Beirut-eli ou vilayet de Beyrouth)

- Jérusalem (Kudus-i Şerif mutasarrıflığı), mutasarrifat

- La Mecque (Mekke şeriflığı), sharifat personnellement dévolu au Sultan et non vilayet
- Hedjaz (Hicaz-eli, capitale Medîne)
- Yémen (Yemen-eli, capitale Sana).

### En Afrique
- Égypte (Mısır hidivliği, capitale Kahire ou Le Caire), khédivat autonome, et non vilayet ; les Khédives sont devenus héréditaires à partir de Méhémet Ali.
- Nubie (Sudan-eli, capitale Hartum ou Khartoum), dépendance de l'Empire ottoman gouvernée en commun avec le khédivat autonome d'Égypte.
- Habesh (Eyalet-i Habeş), sur les deux rives de la mer Rouge.
- Équatoria (Hatt-ı Üstuva Vilayet), prolongement de la Nubie, dans l'actuel Soudan du Sud.
- Cyrénaïque (Bingazi sancağı, capitale Bingazi), sandjak autonome, et non vilayet
- Vilayet de Tripoli (Trablusgarp-eli ou Trablus-Garb, capitale Tripoli)
- Beylicat de Tunis (Tunus beyliği ou Eyalet-i Tunus, capitale Tunis), eyalet autonome, régi par des beys devenus héréditaires.

Avant 1830, l'empire comptait aussi en Afrique du Nord :
- Régence d'Alger (Cezayir-i Garp, « marche du pays d'occident ») : plus ou moins l'actuelle Algérie septentrionale avec trois beylık (provinces gouvernées par des beys) : Tlemcen, Titteri et Qacentine (Constantine), sa capitale était Alger (Al-Djazaïr, en turc Cezayir : ǧəzāyīr) qui relevait du Dar Es-Soltane où siégeait le dey, souverain de la régence.

## Sources
1. ↑  Robert Mantran, Histoire de l'Empire ottoman, Fayard, 1989 ; Jean-Paul Roux, Histoire des Turcs, Fayard, 1984 ; André et Jean Sellier : Atlas des peuples d'Orient, la Découverte, 2000 ; Alphonse Lamartine, Voyage en Orient, Arléa 2008 ; Taner Akçam, De l'Empire à la République, l'Aventurine, 2005 et Revue L'Histoire n° spécial 45 : Les Turcs.
2. ↑  Mihnea Berindei, L’Empire ottoman et les pays roumains, 1544 –1545 : études et documents, éd. de l’EHESS - Cambridge Mass., Harvard Ukrainian Research Institute, Paris, 1987, 368 p. (avec Gilles Veinstein).
3. ↑  Gilles Veinstein et Mihnea Berindei, L'Empire ottoman et les pays roumains, EHESS, Paris, 1987.
4. ↑  Le mot tüy désigne en turc une plume et ce symbole d'autorité est bien en plumes sur un turban mais sur une hampe il est matérialisé par des queues de chevaux.